# 比勒拜斯

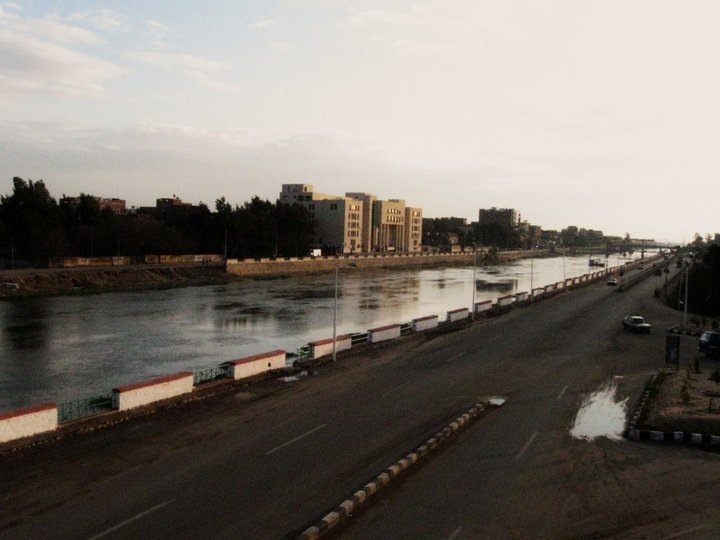
比勒拜斯

比勒拜斯是埃及的古城，由東部省負責管轄，位於該國東北部尼羅河三角洲東南部，面積1,230平方公里，每年平均降雨量36毫米，2006年人口136,499。
30°25′N 31°34′E / 30.417°N 31.567°E